# Chiesa di Saint-Nizier
La chiesa di Saint-Nizier è una chiesa parrocchiale della città di Lione, situata nel quartiere della Presqu'île. L'edificio attuale è in stile gotico flamboyant. Dal 1840 è classificata come Monumento storico di Francia

## Storia

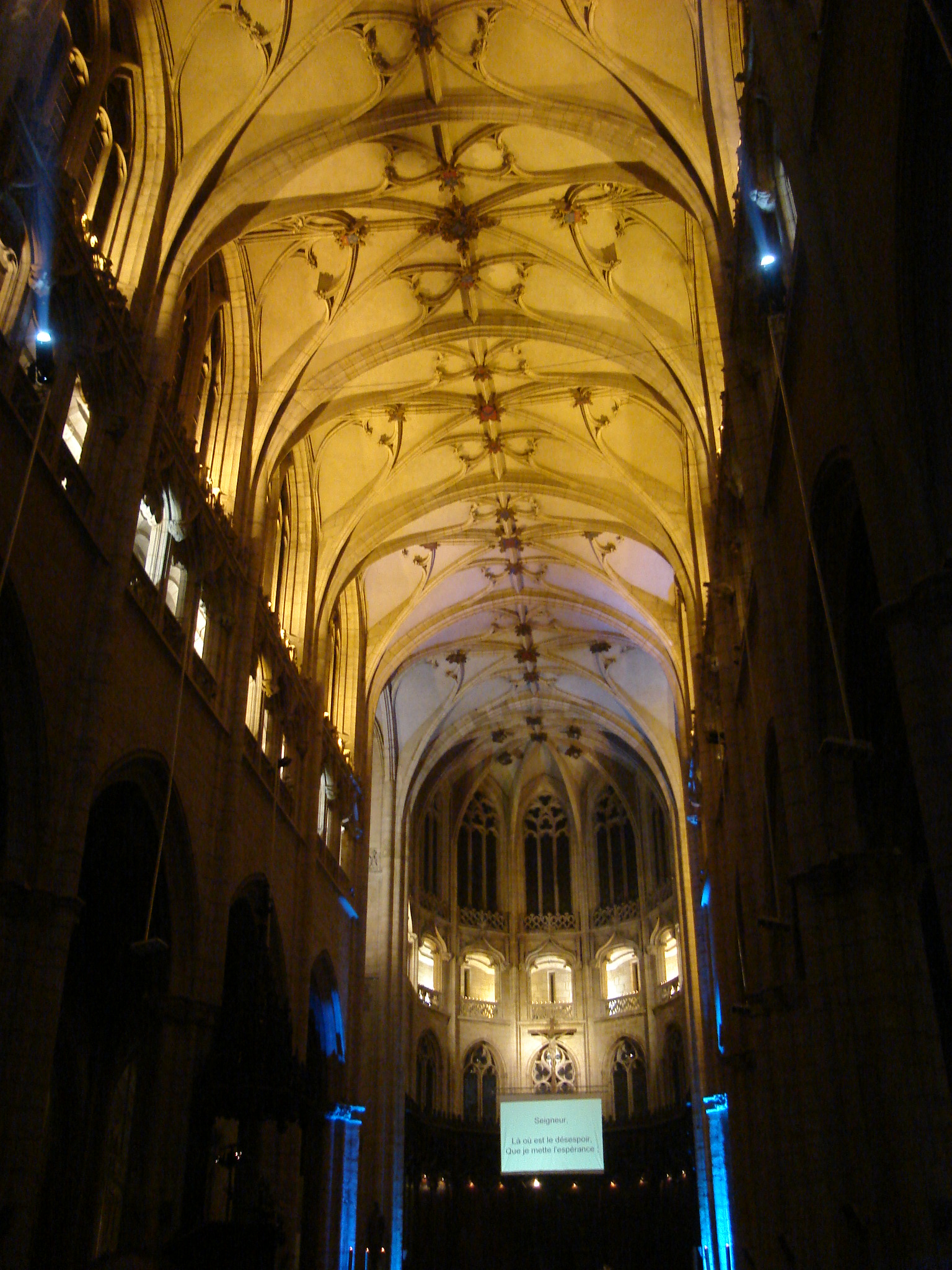
Interno della chiesa (navata centrale)

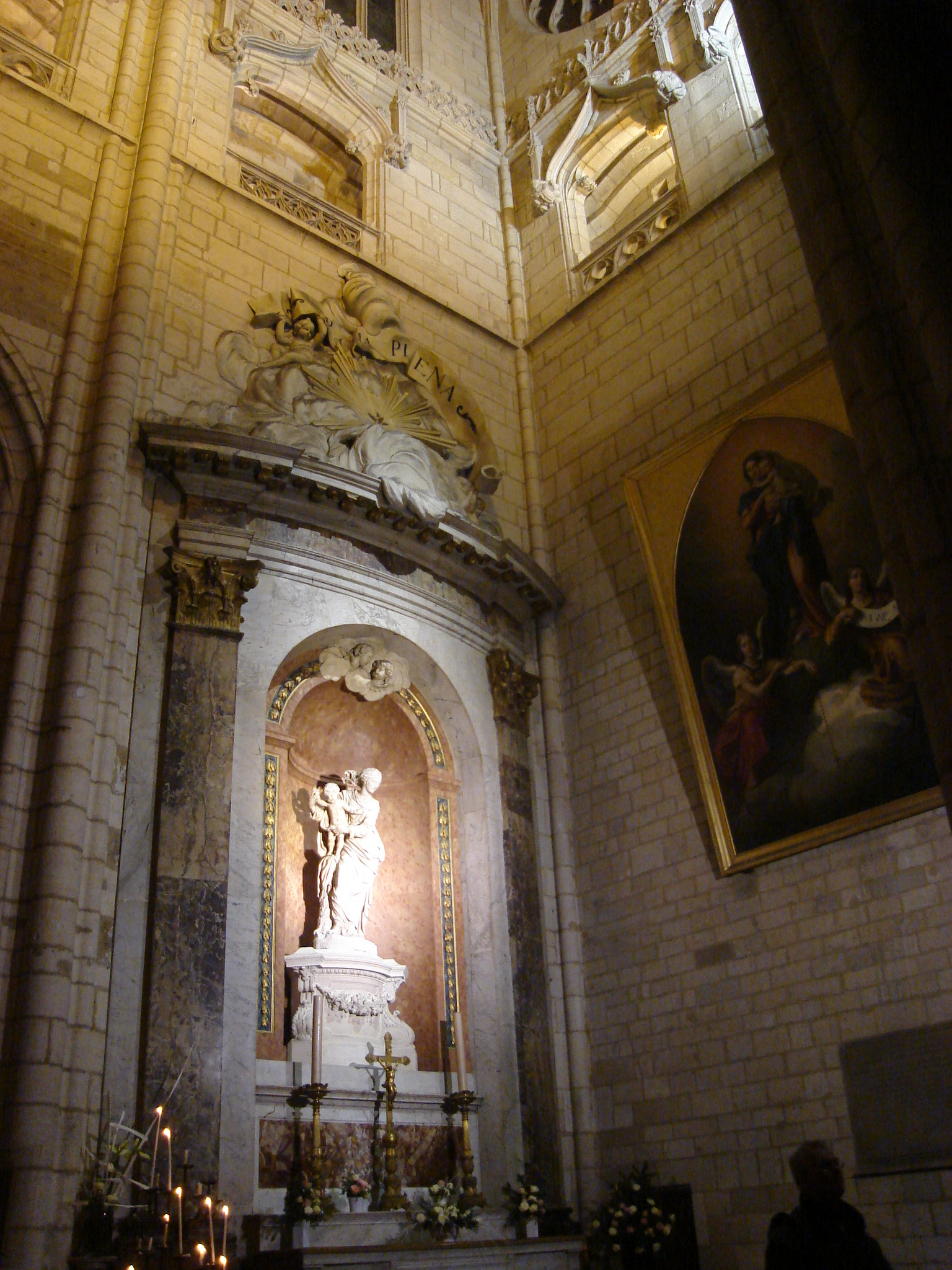
Altare del transetto settentrionale con scultura della Vergine con Bambino di Antoine Coysevox.

Secondo la tradizione una prima chiesa sarebbe stata edificata alla metà del V secolo dal vescovo sant'Euchero, il quale l'avrebbe consacrata ai Santi Apostoli ("Saintes-Apôtres"). La chiesa sarebbe sorta sul luogo di un monumento romano le cui colonne sarebbero tuttora visibili, reimpiegate come blocchi alla base della facciata attuale. La basilica fu luogo di sepoltura dei vescovi di Lione
Nel 573 vi sarebbe stato sepolto il vescovo di Lione san Nizier, al quale la chiesa sarebbe stata in seguito ridedicata. Nell'VIII secolo subì i saccheggi dei Saraceni e venne ricostruita dal vescovo Leidrade nel IX secolo, che vi installò inoltre un capitolo.
Nel 1306 l'arcivescovo Louis de Villars ne avviò la ricostruzione, a partire dal coro. Tre campate della navata centrale erano terminate nel 1417 e nel 1454 venne costruito il campanile come torre settentrionale della facciata.
Nel 1562 la chiesa venne saccheggiata dal barone des Adrets. Nel 1578 venne edificato il grande portale centrale, in stile rinascimentale.
Durante la Rivoluzione francese la chiesa fu utilizzata dal clero costituzionale, e quindi nuovamente saccheggiata e trasformata in magazzino. Fu restituita al culto cattolico nel 1802 e restaurata a partire dal 1830 dagli architetti Claude-Anthelme e Louis-Frédéric Benoit. Nel 1858 venne completata la torre meridionale della facciata e dal timpano centrale e nel 1883 fu rimaneggiata con l'ingrandimento delle finestre e una nuova sistemazione della cripta.
In seguito al crollo di un blocco della volta nel 1965 furono intrapresi estesi lavori di restauro, durati dal 1970 al 1984.

## Descrizione
La facciata presenta due torri campanarie laterali e il portale centrale inserito in un'ampia nicchia semicircolare ornata da un ordine di colonne doriche, in stile rinascimentale e coperta da una semicupola ornata da un cassettonato prospettico. Al culmine della parte centrale fu aggiunto nel XIX secolo un fontone di stile gotico.
La pianta è a tre navate di sei campate con cappelle laterali e un ampio transetto. Il coro, fiancheggiato da due cappelle, ha pianta poligonale, con contrafforti esterni, ed è inserito in una bassa struttura, realizzata in stile gotico nel XVII secolo, che ospita la sacrestia. Le pareti della navata centrale sono tripartite (arcate ogivali verso le navate laterali, triforio e finestre), che proseguono nel coro e nel transetto. Le volte a crociera esapartite della navata centrale presentano linee aggiunte e chiavi di volta decorate secondo le caratteristiche dello stile gotico flamboyant.
Sull'altare del braccio destro del transetto è ospitata dal 1771 la statua di Vergine con Bambino dello scultore Antoine Coysevox (1640-1720).